# Menschenkicker

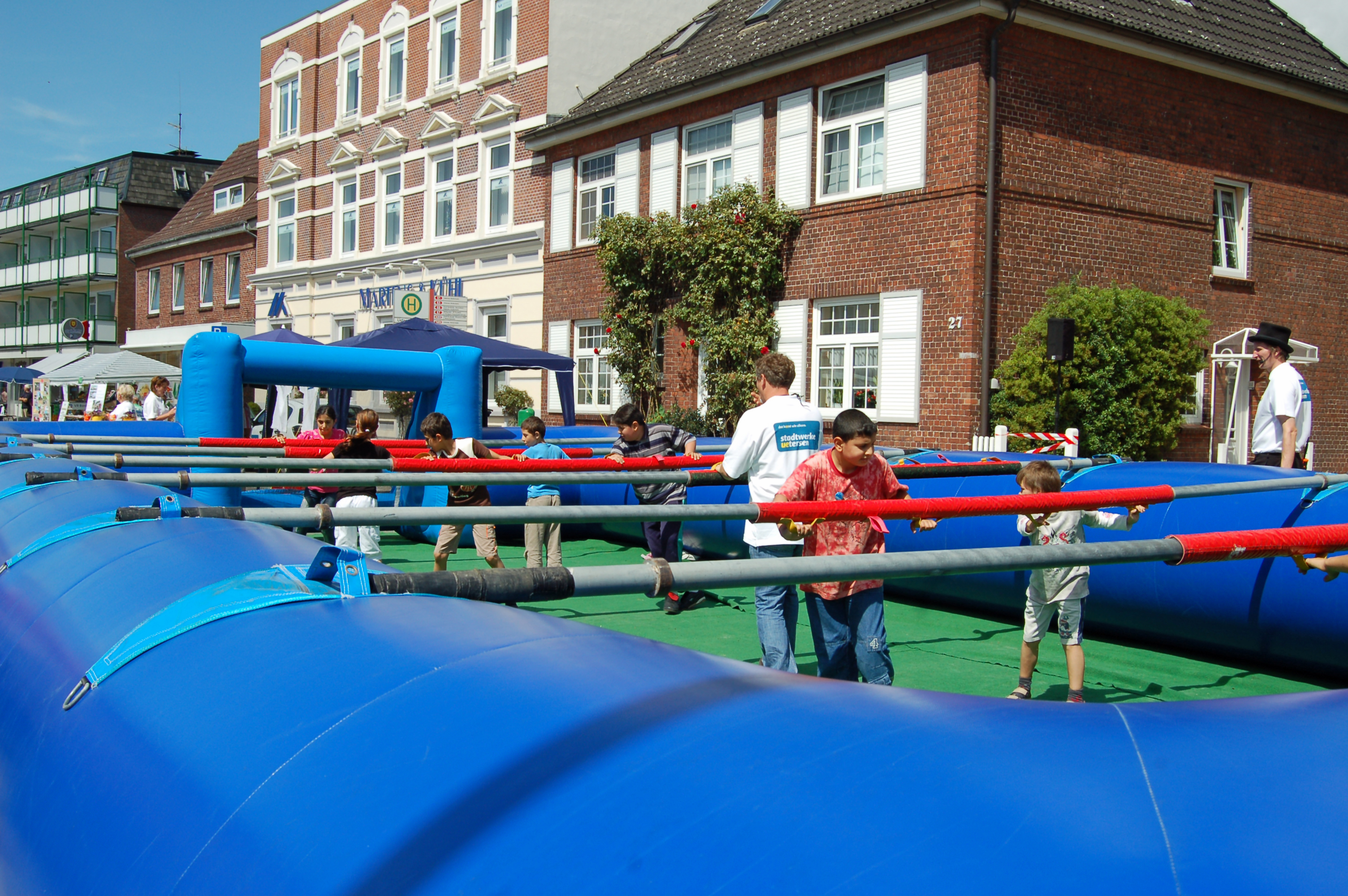
Aufblasbarer Menschenkicker in Aktion

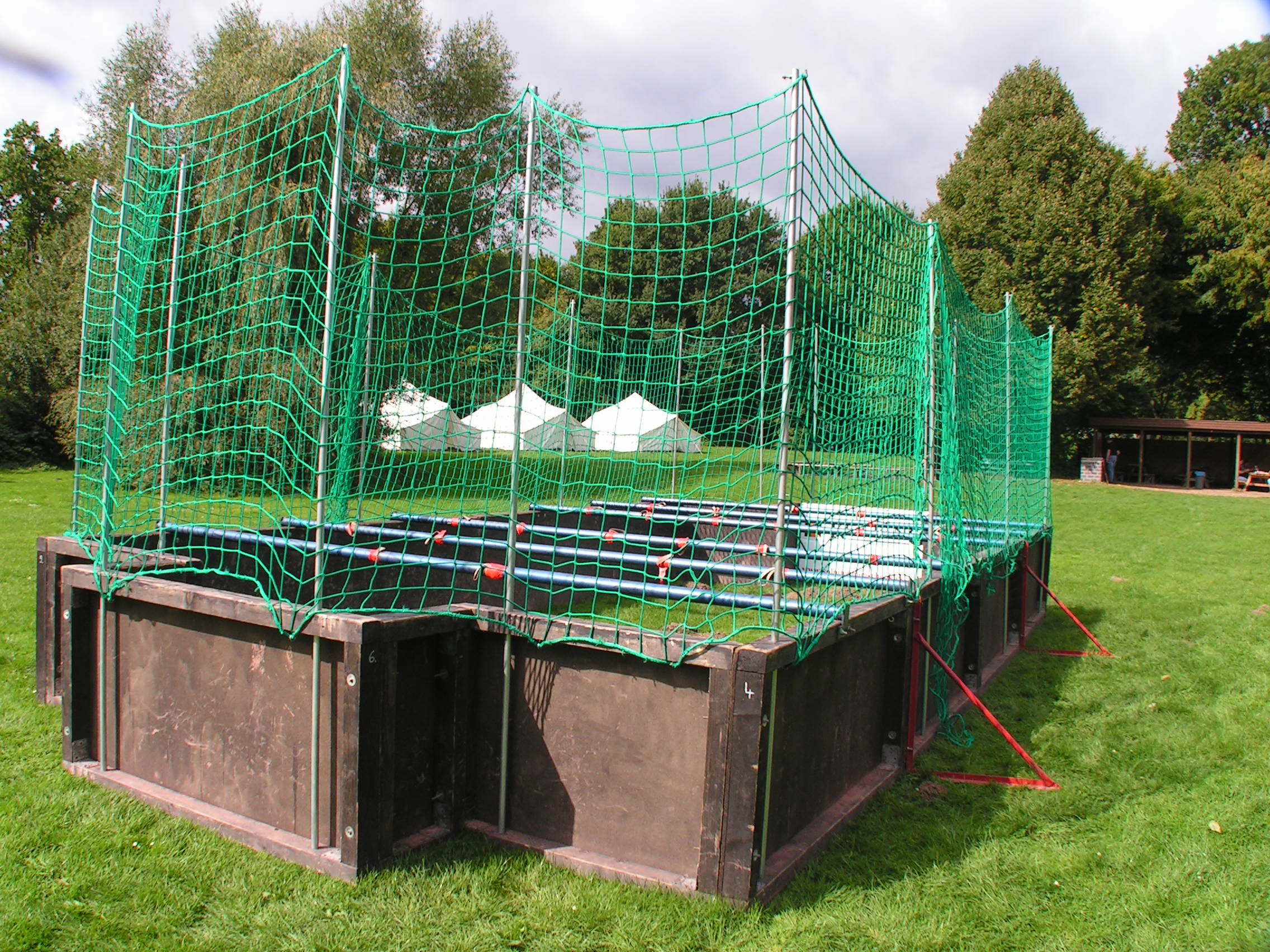
Selbstgebauter Menschenkicker aus Holz

Menschliches Tischfußball bzw. Menschenkicker, Lebendkicker, auch Megakicker oder Riesenkicker (in Österreich Riesenwuzzler), ist eine Variante des Fußballs.
Das Spiel funktioniert ähnlich wie Tischfußball, nur mit echten Spielern. Die zwei Mannschaften mit jeweils vier oder fünf Feldspielern und einem Torwart stehen im Feld, wie bei einem Tischfußball an Stangen (evtl. auch an Seilen und zum Teil mit Hüftgurten) fixiert. Alle Spieler müssen ihre Hände an der Stange lassen, auch der Torwart. Theoretisch ist es auch möglich, den Ball mit dem Ellbogen zu spielen, solange die Hände sich dennoch an der Stange befinden. Dabei können sich Spieler, die mit anderen Mitspielern an einer Stange spielen, nur gemeinsam nach links oder rechts bewegen. Diese gegenseitige Abhängigkeit sorgt oft für Erheiterung der Spieler und Zuschauer.
Für Menschenkicker ist fußballerisches Können von Vorteil, ist aber nicht zwingend notwendig. Spezielle Ausrüstung wird ebenfalls nicht gebraucht. Kondition und Alter der Spieler sind grundsätzlich gleichgültig. Der TV 1896 Kirrweiler zum Beispiel schreibt für seine Spiele allerdings Sportschuhe und ein Mindestalter der Spielerinnen oder Spieler von 16 Jahren vor. Der Schwierigkeitsgrad kann durch die benutzte Ballart beeinflusst werden.
Auch die Fußball-Taktik ändert sich im Gegensatz zum normalen Fußball. Eine beliebte Taktik beim Menschenkicker ist zum Beispiel, den Torwart zu überlupfen, da er in der Regel den Ball lediglich mit dem Kopf oder mit seinen Füßen abwehren darf. Mit dieser Methode kann auch ein Torwart selbst recht viele Tore erzielen.
In Baindt im Landkreis Ravensburg findet seit 2013 jährlich die Deutsche Meisterschaft im Human Table Soccer statt, die vom ersten offiziellen Human Table Soccer-Verein Deutschlands organisiert wird. Mit vier Titeln ist die Mannschaft Los Cordones Deutscher Rekordmeister. Los Cordones gewann den Titel 2015, 2016, 2017 und 2019.